# Горончарово (Тверская область)
Горончарово — деревня в Вышневолоцком районе Тверской области. Относится к Зеленогорскому сельскому поселению.

## География
Деревня находится в центральной части Тверской области, в зоне хвойно-широколиственных лесов, в пределах Вышневолоцкой низины, в 300 метрах от деревни Красная Горка.

### Климат
Климат характеризуется как умеренно континентальный, с относительно мягкой зимой и прохладным влажным летом. Средняя температура воздуха самого холодного месяца (января) — −9,5 — −10 °C; самого тёплого месяца (июля) — 17 — 17,5 °C. Безморозный период длится около 120 дней. Годовое количество атмосферных осадков составляет в среднем 550—600 мм, из которых большая часть (350—400 мм) выпадает в период с апреля по октябрь. Снежный покров держится в течение 140—150 дней.

## История
По описанию 1859 года — деревня владельческая и казённая при колодцах, насчитывала 12 дворов, в которых проживало 83 жителей (41 мужского пола и 42 женского).

## Население
| 2008 | 2010 |
| ---- | ---- |
| 0    | →0   |

Постоянное население по данным 2008 и 2010 годов отсутствует.

## Инфраструктура
Личное подсобное хозяйство с зоной сельскохозяйственного использования, индивидуальная застройка усадебного типа.

## Транспорт
Просёлочные дороги.